# 伊拉克宗教
| 伊拉克宗教        | 伊拉克宗教        | 伊拉克宗教 | 伊拉克宗教 | 伊拉克宗教 |
| ----------------- | ----------------- | ---------- | ---------- | ---------- |
|                   |                   |            |            |            |
| 什葉派伊斯蘭教    | 什葉派伊斯蘭教    |            | 54.5%      | 54.5%      |
| 遜尼派伊斯蘭教    | 遜尼派伊斯蘭教    |            | 36.7%      | 36.7%      |
| 諾斯底主義/亞茲迪 | 諾斯底主義/亞茲迪 |            | 2.0%       | 2.0%       |
| 基督宗教          | 基督宗教          |            | 3.0%       | 3.0%       |
| 其他宗教          | 其他宗教          |            | 3.8%       | 3.8%       |

伊斯蘭教是伊拉克共和國的官方宗教，但伊拉克憲法保障宗教自由。伊拉克是一個多民族，多宗教的國家，伊斯蘭教、瑣羅亞斯德教、基督宗教、亞茲迪、猶太教、曼達安教、巴哈伊教和許多其他宗教都在該國有存在。什葉派穆斯林在伊拉克有50-55％的人數，而遜尼派穆斯林則有32-37％的人口。伊拉克許多城市都是在歷史上對什葉派和遜尼派穆斯林都是重要的地區，包括納傑夫、卡爾巴拉、巴格達和薩馬拉。

## 伊斯蘭教

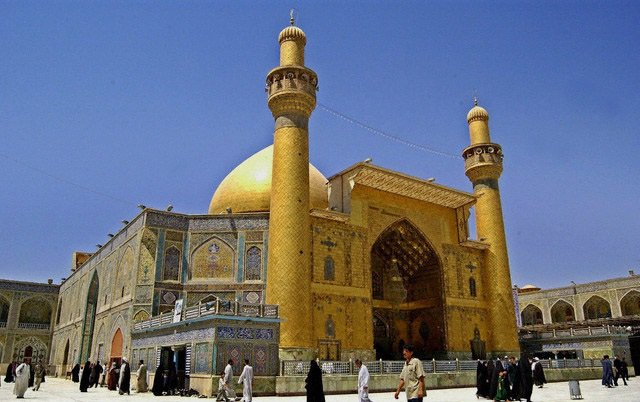
伊瑪目阿里清真寺為什葉派穆斯林聖地之一

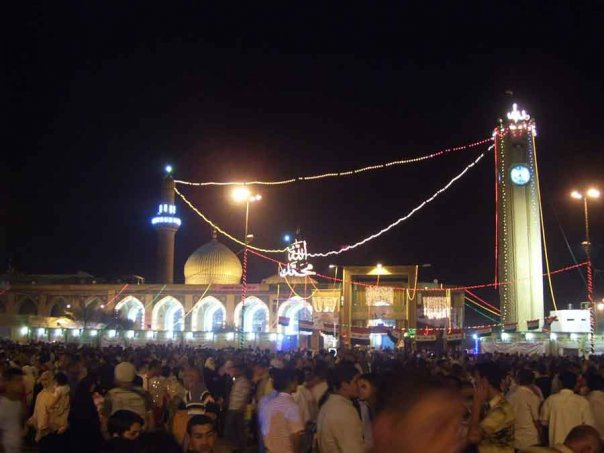
阿布·哈尼法清真寺位於遜尼派穆斯林居多的地區

伊拉克的穆斯林屬於什葉派和遜尼派。根據“2016年中情局概況”，伊拉克有75％的穆斯林：59-62％屬於什葉派（主要是阿拉伯人），32-37％屬於遜尼派（阿拉伯人、土耳其人和庫爾德人等）。2011年皮尤研究中心調查發現，伊拉克什葉派穆斯林51％、遜尼派穆斯林佔42％，5％的人認為自己“只是一個穆斯林”。巴格達幾個世紀以來一直是伊斯蘭學術的中心，並曾經是“ 阿巴斯王朝”的首都。納傑夫有著名伊瑪目阿里·本·阿比·塔利卜的陵墓，這個城市現在是整個什葉派穆斯林朝聖的重要地方，如同伊斯蘭聖城麥加和麥地那。庫費是著名的遜尼哈乃斐派學者阿布·哈尼法的故鄉，他的思想流派遍布全球伊斯蘭世界。什葉派聖地阿斯卡里清真寺（伊瑪目阿里·哈迪與哈桑·阿斯卡里聖陵）位於薩邁拉，葬有十二伊瑪目派尊奉的第十任伊瑪目阿里·哈迪·納基和第十一任伊瑪目哈桑·阿斯卡里。
伊拉克的穆斯林人口中有60％至65％的什葉派，遜尼派阿拉伯人有15％至20％，遜尼派庫德人有17％。库尔德人中流行苏菲主义。

## 基督宗教

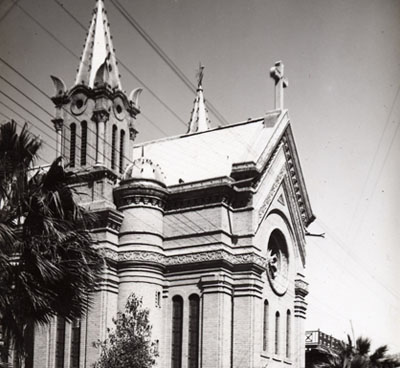
巴格達拉丁禮教會

基督宗教在公元一世紀被使徒托馬斯傳播到了伊拉克。在1950年，伊拉克基督徒約佔了500萬人口（10-12％）。自1970年代以來，基督徒的移民潮一直很高。自2003年伊拉克戰爭以來，多數伊拉克基督徒移居敘利亞。自2003年以來，伊拉克的基督徒人口數為12萬-21萬。
伊拉克基督徒屬於四個教派：
- 加色丁禮天主教會
- 東方亞述教會
- 敘利亞東方正統教會
- 安條克希臘正教會

## 猶太教
猶太教在巴比倫王國尼布甲尼撒二世統治時期來到伊拉克。第三次中東戰爭後，騷亂導致大部分猶太人移居回以色列居住。在駐紮在伊拉克的美軍中，只有三名猶太拉比。

## 亞茲迪
雅茲迪在伊拉克的人數超過65萬人，摩蘇爾是雅茲迪信仰的主要聖地。

## 瑣羅亞斯德教
瑣羅亞斯德教為庫德族中增長最快的宗教，特別是在伊拉克北部庫爾德斯坦。由於瑣羅亞斯德教與庫德文化的緊密聯繫，該地區最近出現了瑣羅亞斯德教信仰的複興。截至2015年8月庫德斯坦政府正式將瑣羅亞斯德教視為伊拉克庫德族的宗教。據估計，伊拉克庫爾德斯坦境內有多達十萬人 至二十萬人從穆斯林改宗維瑣羅亞斯德教徒。瑣羅亞斯德教在伊斯蘭較影響之前是庫爾德斯坦的主要宗教之一。在20世紀，庫德民族主義者提到瑣羅亞斯德教是庫德人的宗教，反對土耳其人，波斯人和阿拉伯人的政治壓迫。目前，瑣羅亞斯德教是伊拉克庫爾德斯坦和伊朗官方認可的宗教。特別是伊斯蘭國襲擊庫德斯坦之後，許多庫德人從伊斯蘭教改宗瑣羅亞斯德教。2016年9月，伊拉克庫德斯坦地區的一座祆教神廟落成在蘇萊曼尼亞。在伊拉克的瑣羅亞斯德教圖人口沒有準確的統計數目數字，因為他們在政府發行的文件上被列為“穆斯林”。

## 無神論
無神論在伊拉克人數很少。根據2011年的調查，只有7％的伊拉克人不相信神的存在。